# Sint-Catharinakerk (Kapelhoek)

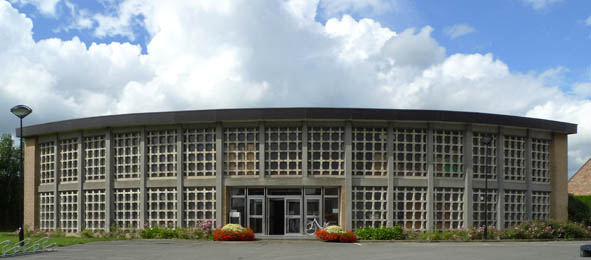
Sint-Catharinakerk in Beveren

De Sint-Catharinakerk is de parochiekerk van de tot de West-Vlaamse gemeente Roeselare behorende plaats Kapelhoek.
De kerk werd gebouwd in 1968 naar ontwerp van Joseph Delie in de stijl van het naoorlogs modernisme.
De kerk heeft de plattegrond van een hartschelp en werd gebouwd met behulp van een betonskelet. De brede voorgevel toont een gebogen wand van beton en betonglas met in het midden de toegangsdeur. De zijmuren en de muur van het recht afgesloten, smalle koor zijn uitgevoerd in gele baksteen. De kerk heeft een plat dak en geen toren.
Tegen de oostelijke muur bevindt zich een beeld van de Heilige Catharina uit de 4e helft van de 18e eeuw.